# Jasmine (JavaScript radno okruženje)
Jasmine je radno okruženje otvorenog koda za testiranje JavaScript koda. Ima za cilj da radi na svim platformama koje podržavaju JavaScript, kao i da ima sintaksu koja je jednostavna za čitanje i korišćenje. Pod jakim je uticajem drugih radnih okruženja za testiranje, kao što su ScrewUnit, JSSpec, JSpec, and RSpec. 

## Korišćenje
Jasmine teži čitljivosti. Jednostavan "Zdravo svete" test je dat u kodu ispod, gde funkcija describe() opisuje paket koji sadrži testove, dok funkcija it() predstavlja pojedinačnu specifikaciju (pojedinačan test). Naziv it() je nastao zbog ideje o razvoju softvera zasnovanom na ponašanju i služi kao prva reč u nazivu testa (i oni bi zajedno trebalo da čine rečenicu). Sintaksa je vrlo slična sintaksi RSpec.
Sledeći kod testira funkciju koja se zove 
```
zdravoSvete()
```

 i proverava da je njen izlaz "Zdravo svete!"
```
describe
(
'Zdravo svete'
,
 
function

 
{

  
it
(
'govori zdravo svete'
,
 
function

 
{

    
expect
(
zdravoSvete
).
toEqual
(
"Zdravo svete!"
);

  
});

});

```

Jasmine ima i brojne druge mogućnosti, kao što su specifični mečeri, špijuni i podrška za asinhrone specifikacije.

## Istorija
Razvijen je od strane programera koji rade za Pivotal laboratoriju, koji su prethodno razvili JsUnit.

## Spoljašnje veze
- Jasmine veb sajt
- Jasmine na GitHub sajtu